# Minkouma
Minkouma est une localité de la région du Centre au Cameroun, localisée dans la commune de Mbandjock et le département de la Haute-Sanaga.

## Population
En 1963, Minkouma comptait 211 habitants, principalement des Mvele.
Lors du recensement de 2005, ce nombre s'élevait à 91.